# پادجریان استوایی
پادجریان استوایی یک جریان اقیانوسی سطحی شرق سو است که به وسیله باد رانده می‌شود. این جریان در اقیانوس‌های هند، آرام و اطلس دیده می‌شود.
این جریان اغلب پادجریان استوای شمالی هم خوانده می‌شود. این جریان از غرب به شرق در حدود °۵ شمالی جریان دارد. در اقیانوس هند این جریان در فصول مختلف تحت تاثیر پدیده مانسون قرار می‌گیرد.
این جریان در اقیانوس‌های آرام و اطلس هم تحت تغییرات فصلی قرار می‌گیرد. این جریان در انتهای تابستان و اوایل پاییز در اوج قدرت قرار دارد و در اواخر زمستان و اوایل بهار تضعیف می‌شود. این جریان در اقیانوس آرام تحت تاثیر پدیده ال نینو هم قرار می‌گیرد و در سال‌هایی که ال نینو رخ می‌دهد این جریان قوی تر است.

## شمالی و جنوبی
پادجریان به معنی جریانی مجاور جریان دیگر ولی در جهت مخالف است. پادجریان استوایی جنوب جریان شرق‌سوی باریک و ضعیف در اقیانوس آرام و اقیانوس اطلس است که در نزدیکی ۸ درجهٔ جنوبی، درون جریان استوایی جا گرفته است. پادجریان استوایی شمال نوار جریان شرق‌سو بین جریان‌های استوایی شمال و جنوب غرب‌سو است.